# Liste de personnalités américaines d'origine albanaise
Un Albano-Américain est un Américain d'héritage ou d'ascendance albanaise. Ceci est une liste d'Albano-Américains célèbres ou réputés dans leur(s) domaine(s). Pour être inclus dans cette liste, ces personnes doivent avoir un article avec des références montrant qu'ils sont d'origine albanaise et citoyens américains.
Note : une personnalité suivie d'une astérisque (*) désigne un Arbëresh, c'est-à-dire un Albanais du sud de l'Italie.

## Astronaute
- William G. Gregory – astronaute

## Sciences
- Laura Mersini-Houghton – cosmologiste
- Ferid Murad – chercheur en médecine lauréat du Prix Nobel[1]
- Arshi Pipa –  philosophe, écrivain, poète and critique littéraire[2]
- Andrea Shundi – agronome
- Stavro Skëndi – linguiste et historien[3]

## Cinema
- Bekim Fehmiu - acteur

Jim Belushi – acteur
- John Belushi – acteur et producteur
- Robert Belushi – acteur
- James Biberi – acteur
- Tracee Chimo – actrice (père albanais)
- Eliza Dushku – actrice (père albanais)
- Nate Dushku – acteur (père albanais)
- Mike Dusi – acteur and film producer
- Enver Gjokaj – acteur
- Victor Gojcaj – acteur
- Agim Kaba – acteur et producteur
- Masiela Lusha – actrice
- Peter Malota – acteur
- Nickola Shreli – acteur et producteur
- Klement Tinaj – acteur
- Evis Xheneti – actrice

## Arts et culture
- Big Body Bes – artiste hip-hop
- Action Bronson – artiste hip-hop
- Luke Burbank[4],[5] – personnalité de la radio et de la télévision
- Emina Cunmulaj – top model
- Drita D'Avanzo – personnalité de la télévision
- Kara DioGuardi – auteur-compositeur-interprète et personnalité de la télévision
- Tony Dovolani – danseur de salon professionnel
- Stan Dragoti – artiste, réalisateur, producteur
- Afërdita Dreshaj – top model, chanteuse
- Kristine Elezaj – chanteuse
- JMSN – auteur-interprète et producteur
- Joe Lala – acteur et chanteur
- Paul Leka – compositeur et producteur
- G4SHI – artiste hip-hop
- Angela Martini – top model
- Gjon Mili – photographe
- Fadil Berisha - photographe
- Burim Myftiu – photographe
- Thomas Nassi – musicien et compositeur
- George Pali – peintre
- Regis Philbin* – personnalité de la télévision
- Bebe Rexha – auteur et interprète
- Sislej Xhafa – artiste contemporain
- Rita Ora - chanteuse et actrice
- Ava Max - autrice et chanteuse

## Entreprises, vie politique
- Anthony Athanas – restaurateur
- Ekrem Bardha – businessman
- Nicolas Berggruen – businessman
- Mark Gjonaj – businessman, homme politique
- Florin Krasniqi – businessman, homme politique
- James J. Schiro* – businessman
- Martin Shkreli – businessman
- Ramiz Tafilaj – businessman, militant politique

## Médias
- Fadil Berisha – photographe
- Emin Kadi – photographe, journaliste, directeur artistique
- Florina Kaja – chanteuse et actrice de série TV (The Bad Girls Club)
- Bill Kovach – journaliste et éditeur
- Eric Margolis – journaliste et éditeur au Toronto Sun (d'une mère albanaise)[6]
- Gjekë Marinaj – auteur et traducteur
- Gjon Mili – photographe
- Burim Myftiu – photographe
- Tom Perrotta*  – romancier et scénariste[7]
- Molly Qerim – journaliste reporter
- George Tames – photographe pour le  New York Times[8]
- Nick Tosches* – journaliste, romancier, biographe et poète
- Nexhmie Zaimi – journaliste

## Politique
- Sal Albanese* – personnalité politique
- Joseph J. DioGuardi* – membre du Congrès[9]
- Mark Gjonaj – membre de l'Assemblée de l'État de New York
- Konstantina Lukes – ancien maire de Worcester dans le Massachusetts
- Fan S. Noli – ancien Premier ministre d'Albanie et fondateur de l'Église orthodoxe albanaise
- John Papajani – ancien sénateur de l'État de Washington[10],[11],[12]
- Victor H. Schiro* – homme politique, 55e maire de La Nouvelle-Orléans en Louisiane
- Bardhyl Tirana – membre du Presidential Inaugural Committee (1976–1977) et directeur de la Defense Civil Preparedness Agency (1977–1979)[13]

## Sciences et technologies
- Donald Leka – pionnier dans le cloud et créateur du Glide OS[14],[15]

## Sport
- Dilly Duka – joueur de football
- Lee Elia – coach, manager et joueur de basket-ball
- Elizabeta Karabolli – tireur
- Jaren Sina – basketteur
- Edon Molla – basketteur
- Elvir Muriqi – boxeur professionnel
- Aaron Palushaj – joueur de hockey
- Andy Parrino* – joueur de baseball
- Kristjan Sokoli – joueur de football américain
- Donald Suxho – joueur volleyball
- Enkelejda Shehaj - tireur

## Criminel
- John Alite
- Joseph Ardizzone*
- Ismail Lika
- Alex Rudaj
- Martin Shkreli - fraude